# Varljiva sela
Varljiva sela (fr. Les Villages illusoires) dio je «društvene trilogije» belgijskog pjesnika Émilea Verhaerena, zbirka pjesama napisana 1895. u kojoj otvoreno progovara o društvenim problemima. 

## Značaj djela
U djelu Verhaeren uvodi jedan drugačiji tip pjesničkog izraza koji će potaknuti velike promjene u književnosti. Riječ je, naime, o simbolu. Simbol označava poveznicu u jeziku, te, slično kao i metafora, ima moć ujediniti ono konkretno i apstraktno.
Ova zbirka nastala je u razdoblju pjesnikove otvorenosti prema društvu. Na jedinstven način tretira probleme koje donosi novi, industrijski način života, ali i jad i bijedu života u ruralnim sredinama. Spomenutoj trilogiji također pripadaju sljedeća djela: Halucinantna polja (fr. Les Campagnes hallucinées) i Polipski gradovi (fr.Les Villes tentaculaires), napisana 1893. i 1895. godine. U Varljivim selima, Verhaeren na realističan način koristi pjesnička sredstva kako bi nam prikazao svoju viziju društva. Razvoj gradova pokazao se tako veoma plodonosan za stvaralaštvo ovog velikog pjesnika.

## Motivi gradova i sela u Verhaerenovim pjesmama
Industrijski gradovi i njihov razvoj nikada prije nisu bili inspiracija nijednom pjesniku, ali svojom veličinom i značajem privukli su Verhaerena. 
«Njegovi motivi nisu gradovi u geopolitičkom smislu, nego gradovi koji se prilagođavaju modernom idealu, gigantski, neobični, monstruozni gradovi, koji poput vampira iz tla crpe energiju pomoću koje razvijaju i akumuliraju novu snagu.» (Stefan Zweig, Émile Verhaeren - sa vie, son œuvre, (1946) Paris, str. 128)
U europskoj borbi između gradova i sela pobjedu su već krajem 20. stoljeća odnose gradovi, a Verhaeren već tada naslućuje veliki utjecaj koji će ovoj obrat imati na budućnost čovjeka. Seljaci, fascinirani sjajem gradova i u nadi da će ondje lakše steći moć i bogatstvo, napuštaju svoje kuće i zemlju. Umjesto očuvanja vrijednosti sela, ljepote, Boga, oni odabiru upravo suprotno - grad u kojemu te iste vrijednosti tek trebaju biti stvorene. 
Treba živjeti u skladu s novim vremenom, smatra Verhaeren, jer povratak prirodi više nije moguć. Nove vrijednosti trebaju zamijeniti one stare, a ljepotu ćemo morati pronaći u gradu, kao i ritam života u gradskoj buci, te red u metežu. Promjena nas nekamo vodi, a mi joj se trebamo predati s povjerenjem, bez straha. Bol i grčevi koje sa sobom nosi, samo su oznaka rađanja novog poretka koji će sa sobom donijeti nove poslove, nove rase, nove religije, nove nacije i jezike.
Sve su to događaji koji inspiriraju Verhaerena u ovoj trilogiji, i on se ne libi poetički prići problemima koje sa sobom nosi rađanje novog društvenog poretka.